# Gorgorhynchoides bullocki
Gorgorhynchoides bullocki är en hakmaskart som beskrevs av Cable och Mafarachisi 1970. Gorgorhynchoides bullocki ingår i släktet Gorgorhynchoides och familjen Rhadinorhynchidae. Inga underarter finns listade i Catalogue of Life.